# 421 Zähringia
421 Zähringia este un asteroid din centura principală, descoperit pe 7 septembrie 1896, de Max Wolf.